# Mycodiplosis longiterminalis
Mycodiplosis longiterminalis är en tvåvingeart som beskrevs av Grover och Madhu Bakhshi 1978. Mycodiplosis longiterminalis ingår i släktet Mycodiplosis och familjen gallmyggor. Inga underarter finns listade i Catalogue of Life.